# Дмитриевский, Никита Владимирович
Никита Владимирович Дмитриевский (род. 18 декабря 1978, Москва, СССР) — российский хореограф и режиссёр, продюсер и арт-директор различных танцевальных проектов в России и странах Европы, художественный руководитель фестиваля «GRAND PAS».

## Биография
Родился в Москве в семье балерины Большого театра Ирины Скрозниковой и оператора, кинорежиссёра Владимира Дмитриевского. В 1989 г. поступил в хореографическое училище. Во время учёбы начал интересоваться акробатикой, брейком, степом, хип-хопом, йогой. В 1995 г. начал заниматься в школе современного танца под руководством Николая Огрызкова. Начиная с 1996 г. пробует свои силы в создании хореографии, тогда же начинает преподавать в различных школах и студиях Москвы. После выпуска в 1997 г. был принят на работу в Большой театр.
В 2000 г. был приглашён на стажировку в Нидерландский театр танца Иржи Килиана, став первым русским танцовщиком в этой труппе. В этот период сотрудничал и с другими танцевальными коллективами Голландии.
В 2007 году у него родилась дочь, Дмитриевская Злата Никитична.

## Работы Никиты Владимировича
В 2001 г. приглашён драматургом и критиком Онно Стоквисом(Onno Stokvis) в жюри международного фестиваля современного искусства «CADANCE» как представитель от России.
Сразу после возвращения из Голландии приглашён финским режиссёром Харри Хейсканеном (Harry Heiskanen) для постановки оперы «Сельская честь» (П. Москаньи), премьера которой состоялась в апреле 2001 г. в театре «Новая Опера».
К открытию в Москве журнала «ELLE DECOR» был приглашён как режиссёр для создания презентации и спектакля (презентация-спектакль состоялся 19 апреля 2001 г.).
В этот период активно работает как хореограф. Для солистов и премьеровмосковских театров сделал более 40 номеров.
В ноябре 2001 г. миниатюра «Дорога для двоих» открывает «Второй европейский фестиваль современного танца» (Москва).
В музее им. Пушкина делает вечера в духе 19-го века «пушкинской тематики».
В январе 2002 г. на репетицию балета «Stabat Mater» в Большом театре приходит Ролан Пети (Roland Petit), ставивший в то время в Большом «Пиковую Даму».
Весной 2002 г. выпускает балет «Пять прелюдий» (И. Бах, Д. Россини). Показ балета состоялся 21 апреля 2002 г. на верхней сцене Большого театра.
В июле 2002 г. приглашён трёхкратными чемпионами мира среди профессионалов по фигурному катанию Георгием Суром и Рене Рока (Rene Roca) из команды Брайна Бойтано (Brian Boitano) в г. Сан-Франциско (США) для создания программы.
В Калифорнии работает как хореограф с ведущими солистами «Сан-Франциско балет» (San Francisco Ballet)

## Выпущенные балеты как хореографа и художника по свету
2003 г. май мюзикл «Принц и нищий» — НГАТО и Б Новосибирск
2003 г. апрель «Ангел» — Балеты открывали 300 -летие Санкт-Петербурга «Белые ночи» — Санкт-Петербург
2004 г. декабрь «ЗЕРКАЛО», — камерный балет Москва. Позже этот балет был приглашён в Беневенто (Италия), на фестиваль Benevento Danza Festival как лучший современный балет 2004 г. России.
2004 г. апрель «La Solitudine Del Vento» (Одиночество ветра) Приглашён Роланом Пети. Театр Сан Карло. Партию на фортепиано, исполнил специально приглашённый из Рима, Стефано Мичелети (Stefano Micheletti).
2006 г. март «Мещанин во дворянстве» (Le Bourgeois Gentilhomme)Рихард Штраус Мариинский театр.
2006 г. ноябрь «Дежавю» Большой Театр в рамках Workshop.
2007 г. апрель «Кассандра» Театр Бориса Эйфмана.
2008 г. ноябрь «Terraclinium» театр «Балет Москва», на музыку Акира Ямаока, Раби Абу-Халил, Einsturzende Neubauten, Noisof-X.
2008 г. май «Le Vide» номер на музыку Apocaliptica, для солистов театра Эйфмана, Елена Кузьмина и Юрий Ананян.
2008 г. май «Битми» номер на музыку «The Tigger Lillies» для солистов Мариинского театра Селина Яна и Лобухин Михаил.
2009 г. март «Сансара» театр «Балет Москва» 2-х актный балет на музыку Shpongle, Recoil, Wimme, Sina Vodjani.  Благословение на постановку дал Тхайе Дордже — 17 Кармапа, глава школы Карма Кагъю, одной из главных школ тибетского буддизма.
2010 г. Апрель «Cum Dederit» номер на музыку А. Вивальди, специально для солистов театра Эйфмана: Кузьмина Елена и Ананян Юрий.
2010 г. Ноябрь «Sad Rose» номер на музыку Сигэру Умибаяси, специально для солистов Большого и Эйфмана театров: Непорожний Владимир, Ананян Юрий, Жаркова Мария.
2010 г. Ноябрь «Ловцы снов» номер на музыку Арманд Амара, специально для солистов Михайловского и Якобсона театров.
2011 г. Август «Табула раса» балет на музыку в исполнении солистов театра Станиславского для Мирового тура «Короли Солнца»
2011 г. Памяти Ренье — «Мой путь это ты» номер на музыку Фрэнка Синатры для 5-го Всемирного фестиваля циркового искусства в Москве. «Лужники»
2012 г. Сентябрь «Dolce Vita» — балет, театр Мюзик Холл, Санкт-Петербург
2013 г. Март — «Эйфория» на музыку Франца Шуберта — Мариинский театр. XIII Международный фестиваль балета «Мариинский» Творческая мастерская молодых хореографов.
2013 г. Апрель — номер «Смотреть в одну сторону» (на музыку Алексея Айги) исп. Софья Лазуткина
2013 г. Июнь — номер «Маленький принц» (Музыка Арво Пярт) Исп. Антон Пимонов (Мариинский театр)
2013 г. Июнь — номер «Шаги в унисон» (Музыка Рене Обри) Исп. Мартынюк Валерия, Пимонов Антон (Мариинский театр)
2013 г., декабрь — моноспектакль «Город для одного» (Музыка Рене Обри) Исп. Литвинова Викиория, Костюмы и бутафория Ася Соловьева (Большой театр России)
2014 г., июнь, июль — спектакль «Алем» Астана балет (Музыка Арманд Амар) Сценография- видео ряд Леонид Басин, Костюмы и бутафория Ася Соловьева, Исп. артисты театра Астана балет.
2014., декабрь моноспектакль «Город для одного» (новая версия) (Музыка Рене Обри, Юг Ле Барс, Антонио Гимараеш) Исп. Фарух Рузиматов, Костюмы и бутафория Ася Соловьева
2015., балет «Орфей и Эвридика». Музыка, аранжировки и фортепианное исполнение - Роджер О'Доннелл, Мария Семеняченко, Артерия Белякова (Большой театр России)
2018., спектакль "Три Товарища"  Эрих Мария Ремарк, Музыка - Курт Вэйл, Nils Frahm, дирижёр, композитор, аранжировщик – Алевтина Йоффе, Видеографика - Леонид Басин, художник, видео декорации - Александр Житомирский, художник по костюмам - Ася Соловьёва.
2018., спектакль "Маленький Принц" Музыка Шинжи Эшима, Дирижёр, композитор, аранжировщик – Алевтина Йоффе, видеографика - Леонид Басин, художник, график - Наташа Данилевская, Художник по костюмам  - Ася Соловьёва.
2018., мультимедийное шоу "Energy reimagined", музыкальный руководитель проекта Алевтина Иоффе, видео дизайн Юрий Воронцов, Иван Скобелев, Евгений Загатин.

## Проекты как продюсера и арт-директора
2001 г., октябрь — спектакль-презентация ELLE DECOR;
2003 г., август — Московский международный фестиваль балета GRAND PAS;
2004 г., октябрь — Московский международный фестиваль балета GRAND PAS;
2005 г., январь — выступление шоу «КИБУЦ» (Израиль);
2007 г., 18 сентября — Гала-программа «Золото осени» с участием премьеров Большого, Мариинского театров, Театра балета Эйфмана и балета «Москва» во МХАТе им. Горького;
2008 г., 26 мая — Гала-программа «Короли Солнца» с участием премьеров Большого, Мариинского театров, Театров Эйфмана и Ноймайера в Новой Опере им Е. Колобова;
2009 г., 5 мая — программа «Москва» — Москве", юбилей театра «Балет Москва» (режиссура, свет, видеоряд);
2010 г., 26 ноября — Гала-программа «Короли Солнца» с участием премьеров театров: Большого, Мариинского, Эйфмана, Михайловского, Якобсона, Статс Балет (Берлин), Голландского национального, Шведского королевского и Начо Дуато в Концертном холле Софии (Болгария);
2010 г., 9 декабря — вечер музыки Микаэла Таривердиева «Ностальгия по настоящему» в Государственном Кремлёвском дворце (хореография, режиссура);
2011 г., май — Московский международный фестиваль балета GRAND PAS (г. Новосибирск) при участии театров: Большого, Эйфмана, Михайловского, Начо Дуато, Компании Ла Мов, Статс Берлин и Колледжа хореографии г. Новосибирска;
2011 г., июль — август — мировой тур Гала-программы «Короли Солнца» по городам Европы: Братислава, Будапешт, Прага. При участии премьеров театров: Большого, Мариинского, Эйфмана, Михайловского, Станиславского и Немировича-Данченко, Статс Балет (Берлин), NDT, Начо Дуато, Гранд Опера, Штутгарт балет, ЛА Мов, InDance;
2011 г., октябрь — GRAND PAS-ГАЛА в театре им. Станиславского и Немировича-Данченко.
2013 г., 24 июня — Гала-программа «Короли Солнца» во Владикавказе на фестивале «У Ларисы Гергиевой в гостях» с участием солистов Большого театра России и Станиславского и Немировича-Данченко;
2013., 4 июля — Выступление театра танца «Киббутс» (КСDC) «If At All» на сцене театра им. Ермоловой. (Сопродюсер)
2013., 31 октября- Шоу «Алексей Немов и друзья большого спорта» (Режиссёр, художник по свету)
2013., декабрь Spears Awards (Церемония награждаения и шоу, ведущий Иван Ургант) (Режиссёр, художник по свету)
2014., сентябрь-октябрь Алем — Астана балет, мировое турне (Вена, Париж, Москва, Астана, Сеул) (соорганизатор)
2014., 18 декабря Work&Rock финал конкурса в Stedium Live (Гриша Ургант, Мумий Тролль) (Режиссёр)
2015 Сентябрь «Ricard Ross Congress» - Ереван, Армения ежегодный бизнес конргесс (режиссёр, сценарист, художник по свету)
2015., декабрь - Spears Awards (Церемония награждения и шоу, ведущий Евгений Стычкин) (Режиссер, художник по свету)
2016., Апрель - "Гала Звезды Балета"  г. Дубна
2016., Август - "Балет большого города" г. Сочи
2017., Декабрь - «Балет больших звезд» г. Москва
2018., Январь - «Балет большого города» г. Москва
2018., Март - «Балет весны» г. Москва
2018., Апрель - “Чивас челендж”  (Церемония награждения и шоу)
2019., Декабрь - “Балет для всех”
2019., Март - Одноактные балеты «Чайка», «Город для одного»  г. Дубна
2019., Май - Оперная гала программа «Опера для всех»  г. Дубна

## Проекты в кино
2006 г. — сериал «Карамболь» («Рукино») — саунд-продюсер, помощник режиссёра (реж. В. Дмитриевский);
2007 г. — документальный фильм «Михаил Плетнёв» — ассистент режиссёра (реж. Ю. Борисов);
2015 г. — «The Bridge» (Мост) — премьера для кино фестиваля по танцу Сан-Франциско. Хореограф, режиссёр, продюсер.

## Проекты в театре
2010 г., август — «Отзвуки театра», Театр драмы и кукол «Святая крепость» (г. Выборг).
Термине Егиазарян (сопрано), лауреаты международных конкурсов Алексей Гориболь (фортепиано), Рустам Комачков (виолончель). Постановка (пластика, свет) — Никита Дмитриевский. Продюсер программы — Вера Таривердиева.
2017 г. Опера «Русалка» Мировая премьера Москва. Режиссер Сергей Новиков. художник-постановщик (концертно-сценическая версия).
2018 г. Драма «Пер Гюнт» по пьесе Г. Ибсена и одноименной сюите Э. Грига с симфоническим оркестром радио “Орфей” и драматическими актерами.
режиссёр, автор сценического текста, художник по свету.

## Участие в фестивалях, конкурсах
2010 г., октябрь - Международный детский фестиваль искусств «КИНОТАВРИК», г. Сочи" — член жюри. Президент фестиваля — Марк Рудинштейн.
2012 г., июль - «Танцевальное лето на Байкале»
2013 г., Июль - «Танцевальное лето на Байкале». проведение мастер-классов
2016 г., Май - «Новые Фишки» Даугавпилс, Латвия. проведение мастер-классов 2016 г., Июль - «Таврида» Всероссийский молодежный форума Байкальской
косе. Проведение мастер-классов
2016 г., Июль - «DANCE Лето», творческий танцевальный лагерь на Байкале. Проведение мастер-классов.

## Пресса
На сцене Владикавказа выступили артисты программы «Короли солнца»
ARTREAD, Танцующий космополит (недоступная ссылка)
Звуки.ру, «Я пытаюсь показать Время»
Деловая газета ВЗГЛЯД, Никита Дмитриевский: «Голландия — совершенный мир»
Radio Praha, Балетный сезон Национального театра открыли «Короли солнца»
Statuss Magazine, Никита Дмитриевский: правила жизни (недоступная ссылка)

## Тв
Программа Вадима Верника — герой передачи Никита Дмитриевский
СТС «Утро ВМЕСТЕ» — Дмитриевский Никита
Программа «РАФИНАД» ОТС 2011 — Никита Дмитриевский
TV Bratislava, Kings of the sun, Nikita Dmitrievsky

## Сотрудничество
Jean Leprini — «Heaven and Hell», Roberto Giovanardi Director ATER — ballet «La solitudine del vento», Таривердиева Вера вечер музыки «Ностальгия по настоящему», Вячеслав Петров-Гладкий проект — «Театр Мистерий. Кришна», Басин, Николай Анатольевич (Балет Москва) — балеты «Зеркало», «Terraclinium», «Сансара», Roland Petit,